# Ramsberg
Ramsberg är en småort (före 2023 tätort) i Lindesbergs kommun och kyrkbyn i Ramsbergs socken, Västmanland (Örebro län). Orten ligger tre mil norr om Lindesberg och sträcker sig mellan sjöarna Ölsjön och Glien.

## Historia
Namnet Ramsberg är känt från 1500-talet i samband med bildande av socken och tillkomsten av ett kapell (Ramshytte Capell 1589). Förleden kan vara det fornsvenska mansnamnet Ramn eller fornsvenska ramn 'korp'. Efterleden -berg har här betydelsen gruvtrakt, bergslag.
Det äldsta bevarade historiska dokument som rör någon i Ramsberg, är ett öppet köpebrev utfärdat av Gustav Vasa för Jöran Bössgjutare som 20 april 1547 köper halva Ramshyttan, mot att han årligen lämnar ränta och rättigheter åt kronan. Samma år fick han rätt att bedriva sin egen handel. Han fick år 1565 frälsefrihet för hemmanet Norremalm som han upprättat i Ramsberg som gällde mot att han brukade hammarsmedjan.
Omkring 1550 byggde den tyske hammarsmeden Ambrosius Markusson Keyser tillsammans med landsmännen och mågarna Zeppenfeld,  en hytta och stångjärnshammare vid sjön Ramen nuvarande Vretsjön. Kring denna hytta, Ramshyttan, växte den första tätbebyggelsen upp. I jordeboken för år 1556 står nio personer som delägare i hyttan, och bergsmän uppräknas också i taxeringslängden för Älvsborgs lösen år 1571. En anonym skrift som fanns i socknens arkiv berättar att Sundet i Ramsberg var kronans allmänning under Gustav Vasas tid, och att Måns Vestgöte var den förste som röjde skogen. Av honom köpte Ambrus Markusson Keijser marken för att bruka jorden för hö, och av honom köpte Nils Månsson marken, och av honom en Ragvald varefter marken var öde en tid efter en svår pest då folket dog ut helt.
På 1500-talet fanns ingen som skattade för åkerbruk i Ramsberg, Lindesberg eller Noraskog. 1606 utfärdade Karl IX en skrivelse till bergsföreståndaren Tidemann Persson där det står att det har kommit till hans kännedom att bergsmännen i området brukar åker utan att erlägga tiondeskatt (kronotionden)
för detta, och att det dessutom finns "en hop finnar i skogen" som upprättat torp i skogen och som heller inte betalade skatt. Tideman Persson fick i uppdrag att anteckna dessa bergsmän och finnar, och att få dem att börja betala skatt. År 1615 betalade socknen 10 tunnor i skatt, hälften råg och hälften korn, och 1745 uppgick skatten till 33 tunnor spannmål och ökade samma år till 45.
Det var långt till kyrkorna i Fellingsbro och Lindesberg. Därför förordnade redan Gustav Vasa om ett eget prästegäll.
Det stadfästes av Johan III den 19 juli 1589, samma år som den första träkyrkan byggdes, och därmed bildades Ramsbergs socken. Kyrkan byggdes om 1673 och ersattes av den nuvarande kyrkan, Gustav III:s kyrka, år 1791.

### Befolkningsutveckling
| Befolkningsutvecklingen i Ramsberg 1950–2020 | Befolkningsutvecklingen i Ramsberg 1950–2020 | Befolkningsutvecklingen i Ramsberg 1950–2020 | Befolkningsutvecklingen i Ramsberg 1950–2020 | Befolkningsutvecklingen i Ramsberg 1950–2020 |
| -------------------------------------------- | -------------------------------------------- | -------------------------------------------- | -------------------------------------------- | -------------------------------------------- |
|                                              |                                              |                                              |                                              |                                              |
| År                                           |                                              |                                              | Folkmängd                                    | Areal (ha)                                   |
| 1950                                         | 1950                                         |                                              | 376                                          |                                              |
| 1960                                         | 1960                                         |                                              | 420                                          |                                              |
| 1965                                         | 1965                                         |                                              | 403                                          |                                              |
| 1970                                         | 1970                                         |                                              | 382                                          |                                              |
| 1975                                         | 1975                                         |                                              | 341                                          |                                              |
| 1980                                         | 1980                                         |                                              | 345                                          |                                              |
| 1990                                         | 1990                                         |                                              | 320                                          | 128                                          |
| 1995                                         | 1995                                         |                                              | 319                                          | 129                                          |
| 2000                                         | 2000                                         |                                              | 276                                          | 129                                          |
| 2005                                         | 2005                                         |                                              | 273                                          | 129                                          |
| 2010                                         | 2010                                         |                                              | 257                                          | 128                                          |
| 2015                                         | 2015                                         |                                              | 203                                          | 113                                          |
| 2020                                         | 2020                                         |                                              | 202                                          | 114                                          |
|                                              |                                              |                                              |                                              |                                              |

## Bebyggelse
Från Ramsbergs tid som bruksort med hytta och smedja finns herrgården kvar.